# A Cartoon Network adásváltozatainak listája
A Cartoon Network egy rajzfilmadó, amely a világon szinte mindenütt fogható, 33 különböző nyelven. A csillaggal jelölt adások kódolatlanul foghatóak műholdon, vagy ingyenesen nézhetők az interneten. A vastagon szedett dátumokhoz tartozó országokban vagy régiókban korábban is jelen volt a Cartoon Network, a dátum a nagyobb régiótól való kiválás időpontját mutatja.
| Ország                                                         | Régió neve                                     | Nyelv                                        | Indult               |
| -------------------------------------------------------------- | ---------------------------------------------- | -------------------------------------------- | -------------------- |
| Egyesült Államok                                               | Cartoon Network Egyesült Államok               | angol, spanyol                               | 1992. október 1.     |
| Latin-Amerika                                                  | Cartoon Network Latin-Amerika                  | latin-amerikai spanyol, brazíliai portugál   | 1993. április 30.    |
| Európa, Közel-Kelet, Afrika                                    | Cartoon Network Afrika                         | angol, görög (felirat)                       | 1993. szeptember 17. |
| Délkelet-Ázsia                                                 | Cartoon Network Ázsia                          | angol, kínai, thai, maláj                    | 1994. január 1.      |
| Spanyolország Andorra (megszűnt)                               | Cartoon Network Spanyolország                  | európai spanyol, katalán, angol              | 1994. március 4.     |
| Tajvan                                                         | Cartoon Network Tajvan                         | kínai                                        | 1995. január 1.      |
| India Nepál Bhután Banglades                                   | Cartoon Network India                          | hindi, tamil, telugu, bengáli, maráti, angol | 1995. május 1.       |
| Fülöp-szigetek                                                 | Cartoon Network Fülöp-szigetek                 | tagalog (filippínó), angol                   | 1995. szeptember 1.  |
| Ausztrália Új-Zéland                                           | Cartoon Network Ausztrália                     | angol                                        | 1995. október 3.     |
| Olaszország Vatikán San Marino                                 | Cartoon Network Olaszország                    | olasz                                        | 1996. július 31.     |
| Japán                                                          | Cartoon Network Japán                          | japán                                        | 1997. szeptember 1.  |
| Franciaország Belgium Réunion Szenegál Svájc Marokkó Luxemburg | Cartoon Network Franciaország                  | francia, angol                               | 1997. szeptember 1.  |
| Csehország Szlovákia Magyarország Románia Moldova              | Cartoon Network (Közép- és Kelet-Európa)       | cseh, magyar, román, angol                   | 1998. szeptember 1.  |
| Egyesült Királyság Írország Málta                              | Cartoon Network Egyesült Királyság és Írország | angol                                        | 1999. október 15.    |
| Dánia Svédország Norvégia Finnország                           | Cartoon Network Skandinávia                    | norvég, svéd, angol, dán                     | 2000. január 1.      |
| Pakisztán Irán Tádzsikisztán Afganisztán Banglades             | Cartoon Network Pakisztán                      | urdu, angol                                  | 2004. április 2.     |
| Dél-Korea                                                      | Cartoon Network Korea                          | koreai                                       | 2006. november 11.   |
| Németország Ausztria Svájc                                     | Cartoon Network Németország                    | német                                        | 2006. december 5.    |
| Lengyelország                                                  | Cartoon Network Lengyelország                  | lengyel                                      | 2007. március 1.     |
| Törökország Azerbajdzsán Észak-Ciprus                          | Cartoon Network Törökország*                   | török                                        | 2008. január 28.     |
| Hollandia Belgium                                              | Cartoon Network Hollandia                      | holland                                      | 2009. január 12.     |
| Oroszország Bulgária                                           | Cartoon Network Oroszország és Délkelet-Európa | orosz, bolgár, angol                         | 2009. október 1.     |
| Közel-Kelet, Észak-Afrika                                      | Cartoon Network Arábia*                        | arab                                         | 2010. október 10.    |
| Izrael (műsorblokk)                                            | Cartoon Network (Arutz HaYeladim)              | héber                                        | 2011. augusztus      |
| Kína (internetes)                                              | 91kt.com*                                      | kínai                                        | 2011. október        |
| Kanada                                                         | Cartoon Network Kanada                         | angol                                        | 2012. július 4.      |
| Portugália Mozambik Angola                                     | Cartoon Network Portugália                     | európai portugál, angol                      | 2013. október 1.     |